# اختبار ترندلنبورغ
اختبار ترندلنبورغ (بالإنجليزية: Trendelenburg test)‏ أو اختبار برودي ترندلنبورغ (بالإنجليزية: Brodie-Trendelenburg test)‏ هو الاختبار الذي يمكن إجراؤه كجزء من الفحص البدني لتحديد مدى كفاءة الصمامات في الأوردة السطحية والعميقة في الساقين في المرضى الذين يعانون من دوالي وريدية.

## الإجراء
مع وجود المريض في وضع الاستلقاء، يتم ثني الساق عند الورك وترتفع فوق مستوى القلب. سوف تفرغ الأوردة بسبب الجاذبية أو بمساعدة يد الفاحص التي تضغط بالدم باتجاه القلب.
ثم يتم تطبيق عاصبة حول الجزء العلوي من الفخذ لضغط الأوردة السطحية ولكن ليس ضيقًا جدًا بحيث لا يؤدي إلى انسداد الأوردة العميقة. ثم يتم خفض الساق عن طريق مطالبة المريض بالوقوف.
عادةً ما يملأ الوريد الصافن السطحي من الأسفل خلال 30 إلى 35 ثانية حيث يصل الدم من الأسرة الشعرية إلى الأوردة؛ إذا كانت الأوردة السطحية تملأ بسرعة أكبر مع العاصبة في مكان ما، فهناك عدم كفاءة الصمام أسفل مستوى العاصفة في الأوردة «العميقة» أو «الموصلة». بعد 20 ثانية، إذا لم يكن هناك ملء سريع، يتم إزالة العاصبة. إذا كان هناك تعبئة مفاجئ في هذه المرحلة، فإنه يشير إلى أن الأوردة العميقة والمتصلة هي المختصة ولكن الأوردة السطحية غير كفء.
يتم الإبلاغ عن الاختبار في جزأين، الوقف الأولي للمريض (إيجابي أو سلبي يعتمد على التعبئة السريع) والمرحلة الثانية بمجرد إزالة عاصبة (إيجابية أو سلبية على أساس التعبئة السريعة).
على سبيل المثال، قد تكون النتيجة المحتملة للاختبار سلبية، أي أن المرحلة الأولية من الاختبار كانت سلبية؛ مما يشير إلى الكفاءة في الأوردة العميقة والمتصلة، وكانت المرحلة الثانية من الاختبار تعني وجود نقص في الوريد السطحي.
يمكن تكرار الاختبار مع العاصبة على مستويات مختلفة لزيادة تحديد مستوى عدم الكفاءة الصمامية:
- فوق الركبة - لتقييم الثقوب منتصف الفخذ.
- أسفل الركبة - لتقييم عدم الكفاءة بين الوريد الصافن القصير والوريد المأبضي.[3]

الأوردة السطحية للساق فارغة عادة في الأوردة العميقة، ومع ذلك يحدث ملء الوراء عندما تكون الصمامات غير كفء، مما يؤدي إلى دوالي وريدية.
تم تسمية الاختبار لفريدريك ترندلنبورغ الذي وصفه في عام 1891.